# یواس‌اس توسیگ (دی‌دی-۷۴۶)
یواس‌اس توسیگ (دی‌دی-۷۴۶) (به انگلیسی: USS Taussig (DD-746)) یک کشتی است که طول آن ۳۷۶ فوت ۶ اینچ (۱۱۴٫۷۶ متر) می‌باشد. این کشتی در سال ۱۹۴۴ ساخته شد.